# 국민보호와 공공안전을 위한 테러방지법
국민보호와 공공안전을 위한 테러방지법은 테러의 예방 및 대응 활동 등에 관하여 필요한 사항과 테러로 인한 피해보전 등을 규정함으로써 테러로부터 국민의 생명과 재산을 보호하고 국가 및 공공의 안전을 확보하는 것을 목적으로 한다고 명시되어 있는 대한민국의 법률이다.
미국의 9.11 테러 발생 2주 후인 2001년 9월 28일 국제연합안전보장이사회에서 테러 활동 및 집단행동 등의 예방, 조치 및 무기, 정보, 자금 등의 지원차단을 위한 회원국의 이행사항을 부여한 결의(제1373호)가 채택되었다. 이에 2001년 11월 28일 김대중 정부에서 최초로 테러방지법을 정부입법 발의(제16대 국회)했으며, 17대·18대·19대 국회에서 연이어 발의되었다.
2015년 12월 8일에 박근혜 대통령이 "우리나라(대한민국)가 테러를 방지하기 위해서 이런 기본적인 법 체계조차 갖추지 못하고 있다는 것, 전 세계가 안다. IS(이슬람 국가)도 알아버렸다"면서 "이런 데도 천하태평으로 법을 통과시키지 않고 있을 수가 있겠나." 라고 말하면서 재논의되기 시작했다.
2016년 2월 23일 정의화 국회의장이 법안을 심사기일 지정하자, 야당은 2012년 제정된 국회법 개정안(국회선진화법)을 근거로 무제한 토론을 신청했고 9일 뒤인 3월 2일 국회 본회의를 통과했고 3월 3일에 공포했다.

## 법적 절차
테러방지법은 군, 경찰, 국정원으로 분산된 대테러업무를 국무총리 산하 대테러센터로 집중시킴으로써 새로운 국가안보 위협에 효과적으로 대처하는 것이 목적이다. 특히 대테러센터가 테러단체 구성원으로 의심되는 외국인 및 국민에 대해 동향 파악과 자금지원 여부를 확인한 뒤 법무부장관에게 출입국 규제를 요청할 수 있으며, 국가중요시설을 테러로부터 쉽게 보호하기 어려운 때에는 대통령에게 군병력 지원을 건의할 수 있다.

## 필리버스터
2016년 2월 23일, 정의화 국회의장이 새누리당이 요구한 직권상정을 받아들이자 이에 반대하는 야당 의원들의 테러방지법 반대 필리버스터가 진행되었다.

## 비판
테러방지법은 미국 테러방지법(Intelligence Reform and Terrorism Prevention Act)의 국가테러대책센터(NTCT)를 벤치마킹해 설립하는 게 핵심인데, 미국 NTCT는 최초에 대통령 행정명령만으로 설립했지, 반드시 국회 법률이 필요한 문제가 아니었다. 즉, 국회에서 장시간의 대치가 불필요했다. 그러나 NTCT가 행정명령만으로 설립되었지만 결국 테러방지법이 미 의회를 통과해야 했던 것처럼 국민의 기본권을 일부 제한하는데 있어서는 의회의 동의가 필수적이다.

## 같이 보기
- 애국자법
- 홍콩 기본법 제23조(홍콩 기본법 전문)
- 국가테러대책센터(NTCT) - 한국의 테러방지법 이슈는 미국의 테러방지법상 NTCT를 벤치마킹해 설치하는 문제였다.
- 13시간 - 미국 CIA 대테러 센터 소속 CIA GRS 요원이 활약한 사건을 영화로 만들었다. 한국의 국무총리 국무조정실 소속 대테러센터도 사실상 국정원이 주관한다.